# Gaman
Gaman (我慢?) es una palabra japonesa originaria del budismo zen que significa "soportar lo aparentemente insoportable con paciencia y dignidad". El término se traduce generalmente como "perseverancia", "paciencia", "tolerancia", o "abnegación". Un término relacionado, gamanzuyoi (我慢強い gaman-tsuyoi?), que añade tsuyoi ("fuerza"), significa "sufrir lo insufrible", o "tener una gran capacidad de resistencia estoica".
Gaman se describe de diversas maneras como una "ley", una "virtud," un "ethos", un "rasgo", etc. Significa actuar lo mejor que uno pueda en tiempos de adversidad y mantener el autocontrol y la disciplina.
El Gaman es una enseñanza del budismo zen.

## Análisis
El gaman fue atribuido a los estadounidenses de origen japonés recluidos en campos de concentración de Estados Unidos durante la Segunda Guerra Mundial y a los damnificados por el terremoto y tsunami de Japón de 2011. En los campos de concentración, el gaman fue malinterpretado por no japoneses como un comportamiento introvertido, o como una falta de asertividad o iniciativa, más que como una demostración de fuerza frente a la dificultad o el sufrimiento.
Después del terremoto y el tsunami de Japón de 2011, la resiliencia, el civismo, la ausencia de saqueos, así como la capacidad de los japoneses para ayudarse los unos a los otros, fueron ampliamente atribuidas al espíritu de gaman. Los 50–70 trabajadores que permanecieron, a pesar del grave peligro, en la central nuclear de Fukushima, dañada y llena de radiactividad, demostraron asimismo gaman.
Gaman se ha utilizado también en estudios en psicoanálisis y para describir la actitud de los japoneses. A menudo se enseña a los jóvenes y es ampliamente utilizado por las generaciones de japoneses de más edad. Mostrar gaman es visto como un signo de madurez y fuerza. Mantener en silencio los asuntos personales, los problemas y las quejas, demuestra fuerza y buena educación, pues los demás podrían tener problemas mayores. Si una persona con gaman fuera a recibir ayuda de otra, debería mostrarse humilde, sin pedir más ayuda que la necesaria, ni expresar ninguna preocupación.

## Lectura adicional
- Kennicott, Philip. "'The Art of Gaman': Life behind walls we were too scared to live without," Washington Post (US). 28 de marzo de 2010.